# Betalingskort
 Denne artikel bør gennemlæses af en person med fagkendskab for at sikre den faglige korrekthed.

Betalingskort er små brikker af plastic, der kan benyttes ved betaling i butikker mv. i stedet for kontanter, og til hævning af penge i pengeautomater. Nogle kort udbetaler kun hvis der er dækning for det (debetkort), andre indrømmer et vist kreditbeløb (kreditkort), og andre igen kan kun bruge op til et i forvejen indbetalt beløb.
Nogle af de mest kendte betalingskort er:
- Dankort og VISA/Dankort (debetkort)
- MasterCard
- American Express
- Diners Club
- Benzinkort (tilhørende forskellige brændstofselskaber}
- Visa/Electron (forudbetalt)
- Voucher

Nogle typer betalingskort kan kun bruges lokalt, mens andre kan bruges over hele verden. Man kan på den måde slippe for at veksle valuta, når man rejser, og man slipper for besværet med rejsechecks.
Når man hæver penge i en pengeautomat, beregnes som regel et lille gebyr, så bekvemmeligheden er ikke helt gratis. Det mest økonomisk fordelagtige, når man hæver penge er, dels ikke at hæve for små beløb ad gangen og dels at hæve penge med sit kontokort i en pengeautomat, der tilhører den bankkoncern, hvor man har konto. Nogle butikker i udlandet forlager ekstra gebyr, hvis man ønsker at betale med et kreditkort, eller kan nægte at modtage betaling med visse typer kort.
Tidligere skete kreditkortkontrollen altid via aflæsning af en magnetstribe sammenhold med kundens indtastning af en 4-cifret hemmelig kode. Moderne betalingskort er nu udstyret med en chip for identifikation, hvilket giver større sikkerhed mod kreditkortsvindel.   